# Tulovo
Tulovo (en serbe cyrillique : Тулово) est un village de Serbie situé sur le territoire de la Ville de Leskovac, district de Jablanica. Au recensement de 2011, il comptait 641 habitants.

## Démographie
| 1948 | 1953 | 1961 | 1971 | 1981 | 1991 | 2002 | 2011 |
| ---- | ---- | ---- | ---- | ---- | ---- | ---- | ---- |
| 720  | 768  | 752  | 796  | 778  | 762  | 739  | 641  |

|  |